# 묵정사
묵정사(墨井祠)는 충청북도 청주시 상당구에 있다. 2015년 4월 17일 청주시의 향토유적 제2호로 지정되었다.

## 개요
1942년 고령신씨(高靈申氏) 문중에서 선조인 예조판서(禮曹判書) 순은(醇隱) 신덕린(申德隣, 1330~1402), 공조참의(工曹參議) 곤촌(壼村) 신포시(申包翅, 1361~1432), 공조참판(工曹參判) 암헌(巖軒) 신장(申檣, 1382~1433), 대사헌(大司憲) 졸재(拙齋) 신식(申湜, 1551~1623), 황해감사(黃海監司) 하은(霞隱) 신통(申通, 1560~1631), 종산(鍾山) 신집(申潗, 1623~1688) 등의 단을 만들고, 매년 음력 3월 16일에 향사하다가, 1971년에 위패를 봉안하고 세운 사당이다.
지금의 사당은 1971년에 세운 건물로 정면 3칸, 측면 1칸반 겹처마 맞배지붕의 목조기와집이다. 내부는 통칸 마루방에 3개의 쌍문을 달고 앞마루를 놓았다. 정면에 "육현사(六賢祠)"라는 편액을 걸었고, 마당 앞에 "사제문(思齊門)"이라는 현판을 내걸은 솟을대문을 세우고 담장을 둘렀다. 이맛돌에는 "묵정사원(墨井祠院)"이라고 각자되어 있다. 1986년에 사당 밑에 강당과 고직사를 짓고 "묵정서원(墨井書院)"으로 이름을 고쳐 부르고 있다.

## 지정 사유
고령신씨 문중의 6분 선조를 모신 사당이다.